# Marta Gmurek
Marta Elżbieta Gmurek (ur. 8 lipca 1984) – profesor w dziedzinie nauk inżynieryjno-technicznych. Nauczyciel akademicki, pracownik Instytutu Chemii Ogólnej i Ekologicznej Wydziału Chemicznego Politechniki Łódzkiej. 
W 2014 obroniła z wyróżnieniem pracę doktorską,  w 2018 uzyskała stopień doktora habilitowanego, a w 2023 tytuł profesora w dziedzinie nauk inżynieryjno-technicznych. 
Jej zainteresowania naukowe dotyczą degradacji związków ksenobiotyków (min. substancji endokrynnych czy farmaceutyków) metodami wykorzystującymi reaktywne formy tlenu – metody zaawansowanego utleniania i proces fotosensybilizacji. Zajmuje się również zagadnieniami jakości wody oraz ideą gospodarki wody w obiegu zamkniętym.
W latach 2019–2024 członkini Akademii Młodych Uczonych Polskiej Akademii Nauk (AMU PAN) z ramienia Wydziału IV Nauk Technicznych PAN. W latach 2021–2024 wiceprzewodnicząca Akademii Młodych Uczonych Polskiej Akademii Nauk (AMU PAN).
Członkini i skarbnik Zarządu Głównego Stowarzyszenia Societas Humboldtiana Polonorum.